# Eldoradio (Hochschulradio)
| eldoradio* | eldoradio*                                   |
| ---------- | -------------------------------------------- |
| Logo       | Logo                                         |
| Gründung   | April 1999                                   |
| Slogan     | eldoradio* – lebt mit dir.                   |
| Sendezeit  | 24 Stunden täglich                           |
| Mitglieder | ca. 120 (2008)                               |
| Anschrift  | eldoradio* Vogelpothsweg 74 44227 Dortmund   |
| Frequenzen | 93.0 MHz [Antenne] 88,4 MHz [Kabel] Webradio |
| Homepage   | eldoradio.de                                 |

Eldoradio (eigene Schreibweise eldoradio*, anfangs elDOradio) ist ein Hochschulradio mit dem Standort Dortmund. Der Sender sendet mit 50 Watt Sendeleistung ein 24-Stunden-Radioprogramm auf der Frequenz 93.0 MHz, im Kabel auf 88,4 MHz im Großraum Dortmund und per MP3-Stream, an 7 Tagen in der Woche.

## Geschichte
Das Campusradio eldoradio* wurde vom Institut für Journalistik an der Universität Dortmund gegründet und sendet seit dem 26. April 1999 in Dortmund auf eigener UKW-Frequenz.
Getragen wird der Sender von einem Trägerverein, dem „eldoradio* e. V.“ An diesem sind die Technische Universität Dortmund, die Fachhochschule Dortmund, die ASten von TU und FH, das Institut für Journalistik der TU Dortmund sowie alle Radiomacher als Mitglieder beteiligt. eldoradio* ist außerdem Ausbildungsredaktion für Studierende der Journalistik-Studiengänge an der TU Dortmund.

## Vorstand und Chefredaktion

### Vorstand
Der Vorstand des Vereins setzt sich wie folgt zusammen (Stand Januar 2019): Michael Steinbrecher (1. Vorsitzender), Volker Helm (stellvertretender Vorsitzender) und Norman Stahl (Finanz-Vorstand).

### Chefredaktion
Verantwortlich für das Programm ist die Chefredaktion. Das sind zurzeit (Stand Dezember 2019) Alea Becker (Wort), Leslie Stracke (Musik) und Clara Wehner (Ausbildung).

## Programm
Das Programm richtet sich vorwiegend an Studierende und Interessierte aus der Region. Tagsüber wird ein Mix aus Magazinsendungen und Musikstrecken („Tagmodus“) ausgestrahlt. Zwischen  20:00 Uhr und 00:00 Uhr läuft das Abendprogramm „Nachtmodus“ sowie DJ-Sendungen.
Die Musikfarbe von eldoradio* ist ein heterogenes Format, das bewusst über konservative Grenzen hinausgeht, aber auch konsequent auf klare Linien setzt. Das Programm vereint tagsüber Rock, Alternative, Hip-Hop, Electro, Singer/Songwriter, Urban-Beats und Pop. Das Nachtprogramm setzt zudem Schwerpunkte auf Elektronica, Minimal House, Reggae und Post-Rock. In den DJ-Sendungen wird überwiegend Spartenmusik thematisiert, teilweise mit Live-Gästen.  
Politische, hochschulpolitische und kulturelle Themen werden in den Magazin- und Themensendungen aufgegriffen.

## Kooperationen
eldoradio* kooperiert mit den Ruhrgebiets-Campusradiosender „CT das radio“ aus Bochum.
eldoradio* ist Gründungsmitglied des Vereins „CampusRadios NRW e. V.“ Dieser Verbund stärkte die Zusammenarbeit zwischen den sechs Mitgliedssendern auf den Ebenen „Musiknetworking“, „Beitragsaustausch Wort“ und Zusammenarbeit mit der „Landesarbeitsgemeinschaft der Hochschulradios in NRW“ (LAG). Realisierte Projekte sind u. a. das Portal der Campusradios in Deutschland, „campuscharts.de“, das unter anderem die Campuscharts und den „Silberling der Woche“ beinhaltet. Das Portal wird derzeit von eldoradio* und „CT das radio“ gepflegt.

## Name
Das Wort „Eldoradio“ setzt sich aus den Wörtern „Eldorado“ (deutsch: Goldland) und „Radio“ zusammen und enthält gleichzeitig die Abkürzung „DO“ als Lokalbezug zu Dortmund.